# Премия имени И. И. Шмальгаузена
Премия имени И. И. Шмальгаузена — научная награда Российской академии наук. Присуждается Отделением общей биологии (ООБ) Российской академии наук за выдающиеся работы по проблемам эволюционной биологии. Премия названа в честь выдающегося советского биолога, академика Ивана Ивановича Шмальгаузена.

## Награждённые ученые
- 1992 — Эмилия Ивановна Воробьева — За цикл работ «Морфологическая эволюция кистеперых рыб и происхождение наземных позвоночных»
- 1995 — Юрий Петрович Алтухов — За цикл работ «Стабилизирующий отбор и сопряженная изменчивость моногенных и полигенных признаков в популяциях»
- 1995 — Лев Анатольевич Животовский — За цикл работ «Стабилизирующий отбор и сопряженная изменчивость моногенных и полигенных признаков в популяциях»
- 1995 — Ольга Леонидовна Курбатова — За цикл работ «Стабилизирующий отбор и сопряженная изменчивость моногенных и полигенных признаков в популяциях»
- 1998 — Михаил Валентинович Мина — За монографию «Микроэволюция рыб. Эволюционные аспекты фенетического разнообразия»
- 2001 — Сергей Васильевич Смирнов — За цикл работ «Пути и механизмы эволюционных преобразований амфибий»
- 2004 — Владимир Николаевич Большаков — За серию работ «Хромосомная изменчивость у млекопитающих и её взаимосвязь с эволюционными преобразованиями морфологических структур и популяционно-экологическими характеристиками»
- 2004 — Эмилия Абрамовна Гилевая — За серию работ «Хромосомная изменчивость у млекопитающих и её взаимосвязь с эволюционными преобразованиями морфологических структур и популяционно-экологическими характеристиками»
- 2007 — Михаил Александрович Шишкин — За серию работ «Эволюционная теория и дифференциация древних тетрапод»
- 2010 — Алексей Сергеевич Северцов — За монографию «Эволюционный стазис и микроэволюция»
- 2013 — Сергей Владимирович Рожнов — За серию работ по эволюционной биологии: эволюция высших таксонов иглокожих
- 2016 — Ольга Степановна Воскобойникова — за серию работ «Онтогенетические основы эволюции рыб подотряда нототениевидных»
- 2019 — Рустем Девлетович Жантиев — за цикл работ «Эволюция акустической коммуникации насекомых»
- 2022 — Анна Борисовна Васильева — за цикл работ «Эволюция онтогенеза амфибий»